# Leichtathletik-Weltmeisterschaften 1991/400 m der Männer

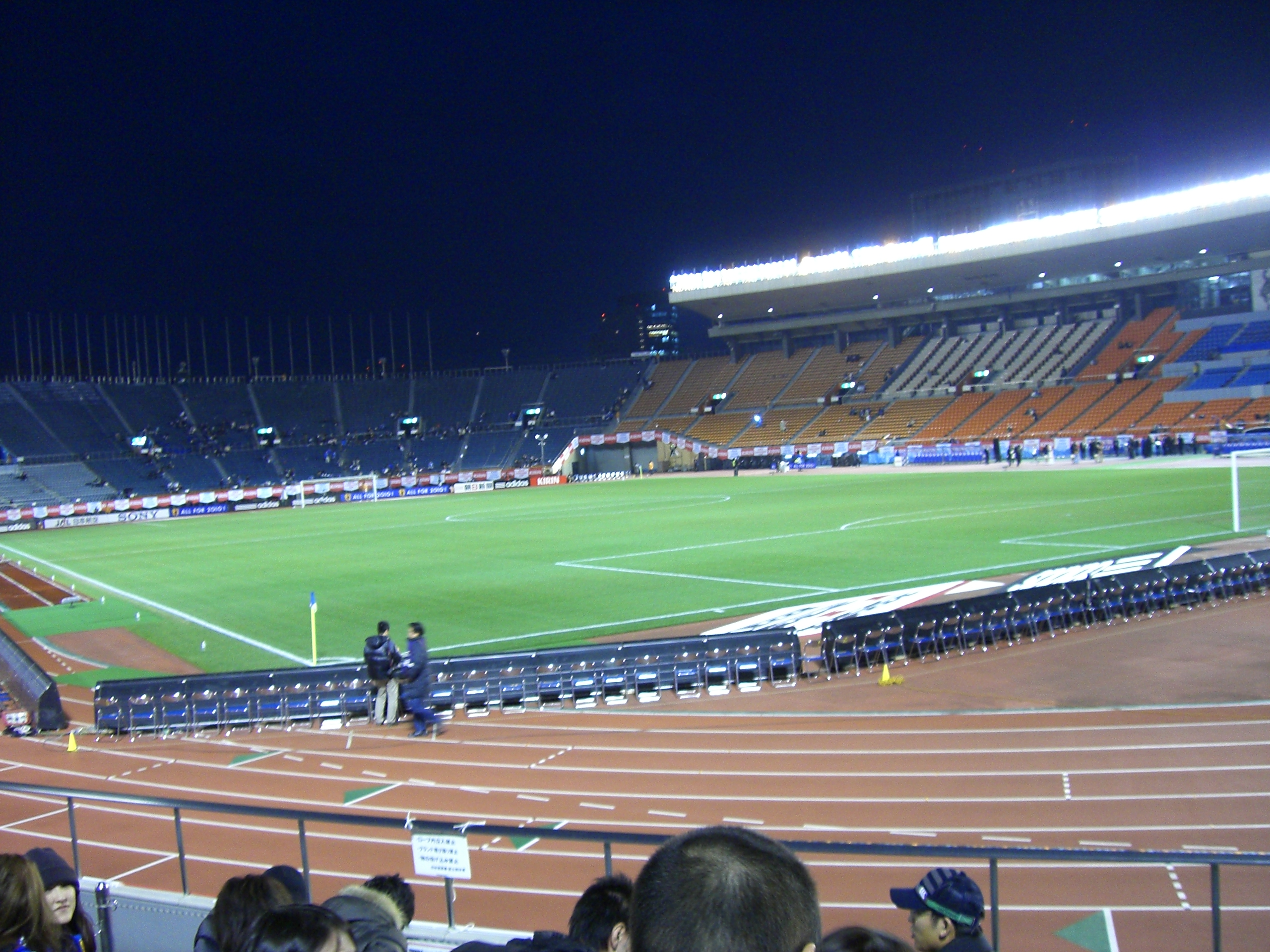
Das Olympiastadion in Tokio im Jahr 2008

Der 400-Meter-Lauf der Männer bei den Leichtathletik-Weltmeisterschaften 1991 wurde vom 25. bis 28. August 1991 im Olympiastadion der japanischen Hauptstadt Tokio ausgetragen.
In diesem Wettbewerb errangen die US-amerikanischen Läufer mit Gold und Bronze zwei Medaillen. Weltmeister wurde Antonio Pettigrew. Silber ging an den amtierenden Europameister Roger Black aus Großbritannien, der drei Tage später mit der 4-mal-400-Meter-Staffel seines Landes Weltmeister wurde. Wie schon bei den Olympischen Spielen 1988 wurde Danny Everett Dritter. Er hatte bei den letzten Weltmeisterschaften und den letzten Olympischen Spielen jeweils Gold mit der 4-mal-400-Meter-Staffel errungen. Für Pettigrew und Everett gab es am Schlusstag außerdem Silber mit ihrer Staffel.

## Bestehende Rekorde
| Weltrekord               | 43,29 s | Harry Reynolds    | Zürich, Schweiz         | 17. August 1988   |
| Weltmeisterschaftsrekord | 44,26 s | Innocent Egbunike | WM 1987 in Rom, Italien | 1. September 1987 |

Der WM-Rekord blieb bei diesen Weltmeisterschaften unangetastet.

## Vorrunde
25. August 1991, 10:00 Uhr
Die Vorrunde wurde in sechs Läufen durchgeführt. Die ersten vier Athleten pro Lauf – hellblau unterlegt – sowie die darüber hinaus acht zeitschnellsten Läufer – hellgrün unterlegt – qualifizierten sich für das Viertelfinale.

### Vorlauf 1
| Platz | Name                 | Nation                | Zeit (s) |
| ----- | -------------------- | --------------------- | -------- |
| 1     | Antonio Pettigrew    | USA                   | 45,02    |
| 2     | Wilson Canizales     | Kolumbien             | 46,23    |
| 3     | Patrick O’Connor     | Jamaika               | 46,30    |
| 4     | Paul Sanders         | Großbritannien        | 46,38    |
| 5     | Simon Kipkemboi      | Kenia                 | 46,46    |
| 6     | Michael Joubert      | Australien            | 46,55    |
| 7     | Carlos Morales       | Chile                 | 46,80    |
| 8     | Manuel Alves Fonseca | São Tomé und Príncipe | 54,01    |

### Vorlauf 2
| Platz | Name               | Nation      | Zeit (s) |
| ----- | ------------------ | ----------- | -------- |
| 1     | Susumu Takano      | Japan       | 46,10    |
| 2     | Samson Kitur       | Kenia       | 46,19    |
| 3     | Lázaro Martínez    | Kuba        | 46,25    |
| 4     | Tamás Molnár       | Ungarn      | 46,64    |
| 5     | Dmitri Kliger      | Sowjetunion | 46,71    |
| 6     | Roberto Bortolotto | Brasilien   | 47,44    |
| 7     | Joel Otim          | Uganda      | 43,03    |
| DSQ   | Amadou Sy Savané   | Guinea      |          |

### Vorlauf 3
| Platz | Name             | Nation                         | Zeit (s) |
| ----- | ---------------- | ------------------------------ | -------- |
| 1     | Alvin Daniel     | Trinidad und Tobago            | 45,64    |
| 2     | Derek Redmond    | Großbritannien                 | 45,78    |
| 3     | Benyounés Lahlou | Marokko                        | 45,80    |
| 4     | Andrew Valmon    | USA                            | 46,16    |
| 5     | Andrea Nuti      | Italien                        | 46,80    |
| 6     | Filipe Lombá     | Portugal                       | 47,37    |
| 7     | Eswort Coombs    | St. Vincent und die Grenadinen | 48,63    |
| DSQ   | Tim Hesse        | Ghana                          |          |

### Vorlauf 4
| Platz | Name             | Nation              | Zeit (s) |
| ----- | ---------------- | ------------------- | -------- |
| 1     | Danny Everett    | USA                 | 45,73    |
| 2     | Patrick Delice   | Trinidad und Tobago | 46,03    |
| 3     | Paul Greene      | Australien          | 46,27    |
| 4     | Olivier Noirot   | Frankreich          | 46,41    |
| 5     | Dawda Jallow     | Gambia              | 46,66    |
| 6     | Anthony Wilson   | Kanada              | 46,71    |
| 7     | Seibert Straughn | Barbados            | 46,88    |

### Vorlauf 5
| Platz | Name                | Nation              | Zeit (s) |
| ----- | ------------------- | ------------------- | -------- |
| 1     | Seymour Fagan       | Jamaika             | 44,88    |
| 2     | Jens Carlowitz      | Deutschland         | 45,78    |
| 3     | Roger Black         | Großbritannien      | 46,02    |
| 4     | Ian Morris          | Trinidad und Tobago | 46,16    |
| 5     | Amar Hecini         | Algerien            | 46,52    |
| 6     | Zwetoslaw Stankulow | Bulgarien           | 46,89    |
| 7     | Thabani Gonye       | Simbabwe            | 47,61    |
| 8     | Henry Sweeney       | Nördliche Marianen  | 49,81    |

### Vorlauf 6
| Platz | Name                  | Nation           | Zeit (s) |
| ----- | --------------------- | ---------------- | -------- |
| 1     | Roberto Hernández     | Kuba             | 45,49    |
| 2     | Mark Garner           | Australien       | 45,77    |
| 3     | Ibrahim Ismail Muftah | Katar            | 46,20    |
| 4     | Cayetano Cornet       | Spanien          | 46,54    |
| 5     | Jindřich Roun         | Tschechoslowakei | 46,86    |
| 6     | Charles Gitonga       | Kenia            | 47,03    |
| DNS   | Troy Douglas          | Bermuda          |          |

## Viertelfinale
26. August 1991, 17:20 Uhr
Aus den vier Viertelfinalläufen qualifizierten sich die jeweils ersten vier Athleten – hellblau unterlegt – für das Halbfinale.

### Viertelfinallauf 1

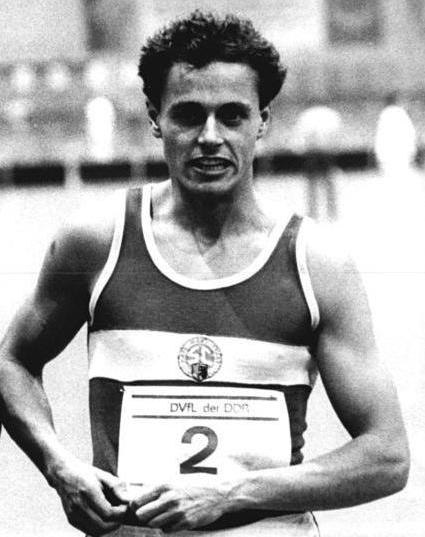
Jens Carlowitz reichte sein fünfter Platz im ersten Viertelfinale nicht für die Teilnahme am Halbfinale

| Platz | Name                  | Nation              | Zeit (s) |
| ----- | --------------------- | ------------------- | -------- |
| 1     | Roberto Hernández     | Kuba                | 44,71    |
| 2     | Susumu Takano         | Japan               | 44,91    |
| 3     | Ian Morris            | Trinidad und Tobago | 45,07    |
| 4     | Ibrahim Ismail Muftah | Katar               | 45,37    |
| 5     | Jens Carlowitz        | Deutschland         | 45,68    |
| 6     | Dawda Jallow          | Gambia              | 46,21    |
| 7     | Simon Kipkemboi       | Kenia               | 46,29    |
| 8     | Michael Joubert       | Australien          | 46,94    |

### Viertelfinallauf 2
| Platz | Name            | Nation         | Zeit (s) |
| ----- | --------------- | -------------- | -------- |
| 1     | Andrew Valmon   | USA            | 45,41    |
| 2     | Seymour Fagan   | Jamaika        | 45,45    |
| 3     | Samson Kitur    | Kenia          | 45,54    |
| 4     | Derek Redmond   | Großbritannien | 45,66    |
| 5     | Paul Greene     | Australien     | 45,97    |
| 6     | Lázaro Martínez | Kuba           | 46,12    |
| 7     | Tamás Molnár    | Ungarn         | 46,47    |
| DNS   | Carlos Morales  | Chile          |          |

### Viertelfinallauf 3
| Platz | Name              | Nation              | Zeit (s) |
| ----- | ----------------- | ------------------- | -------- |
| 1     | Antonio Pettigrew | USA                 | 45,03    |
| 2     | Mark Garner       | Australien          | 45,08    |
| 3     | Roger Black       | Großbritannien      | 45,39    |
| 4     | Patrick O’Connor  | Jamaika             | 45,56    |
| 5     | Patrick Delice    | Trinidad und Tobago | 45,78    |
| 6     | Anthony Wilson    | Kanada              | 47,03    |
| 7     | Amar Hecini       | Algerien            | 47,30    |
| DNS   | Cayetano Cornet   | Spanien             |          |

### Viertelfinallauf 4
| Platz | Name             | Nation              | Zeit (s) |
| ----- | ---------------- | ------------------- | -------- |
| 1     | Alvin Daniel     | Trinidad und Tobago | 45,48    |
| 2     | Benyounés Lahlou | Marokko             | 45,69    |
| 3     | Danny Everett    | USA                 | 45,93    |
| 4     | Olivier Noirot   | Frankreich          | 45,98    |
| 5     | Dmitri Kliger    | Sowjetunion         | 46,29    |
| 6     | Wilson Canizales | Kolumbien           | 46,42    |
| 7     | Paul Sanders     | Großbritannien      | 46,59    |
| DSQ   | Andrea Nuti      | Italien             |          |

## Halbfinale
27. August, 18:40 Uhr
Aus den beiden Halbfinalläufen qualifizierten sich die jeweils ersten vier Athleten – hellblau unterlegt – für das Finale.

### Halbfinallauf 1

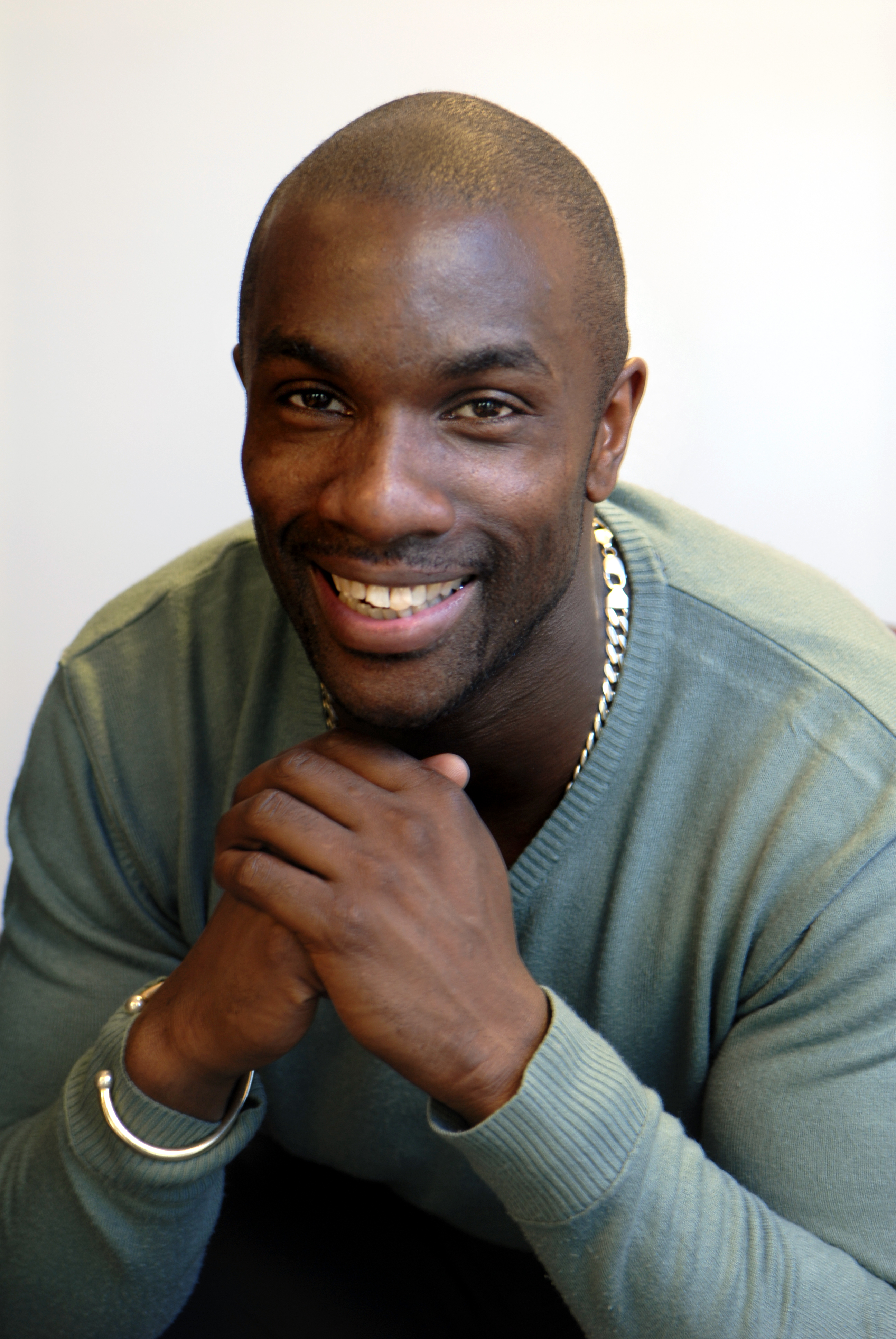
Derek Redmond (Foto aus dem Jahr 2007) schied als Siebter seines Rennens im Halbfinale aus

| Platz | Name                  | Nation              | Zeit (s) |
| ----- | --------------------- | ------------------- | -------- |
| 1     | Antonio Pettigrew     | USA                 | 44,52    |
| 2     | Roberto Hernández     | Kuba                | 44,66    |
| 3     | Danny Everett         | USA                 | 44,97    |
| 4     | Ian Morris            | Trinidad und Tobago | 45,00    |
| 5     | Seymour Fagan         | Jamaika             | 45,34    |
| 6     | Ibrahim Ismail Muftah | Katar               | 45,46    |
| 7     | Derek Redmond         | Großbritannien      | 45,67    |
| 8     | Benyounés Lahlou      | Marokko             | 45,75    |

### Halbfinallauf 2

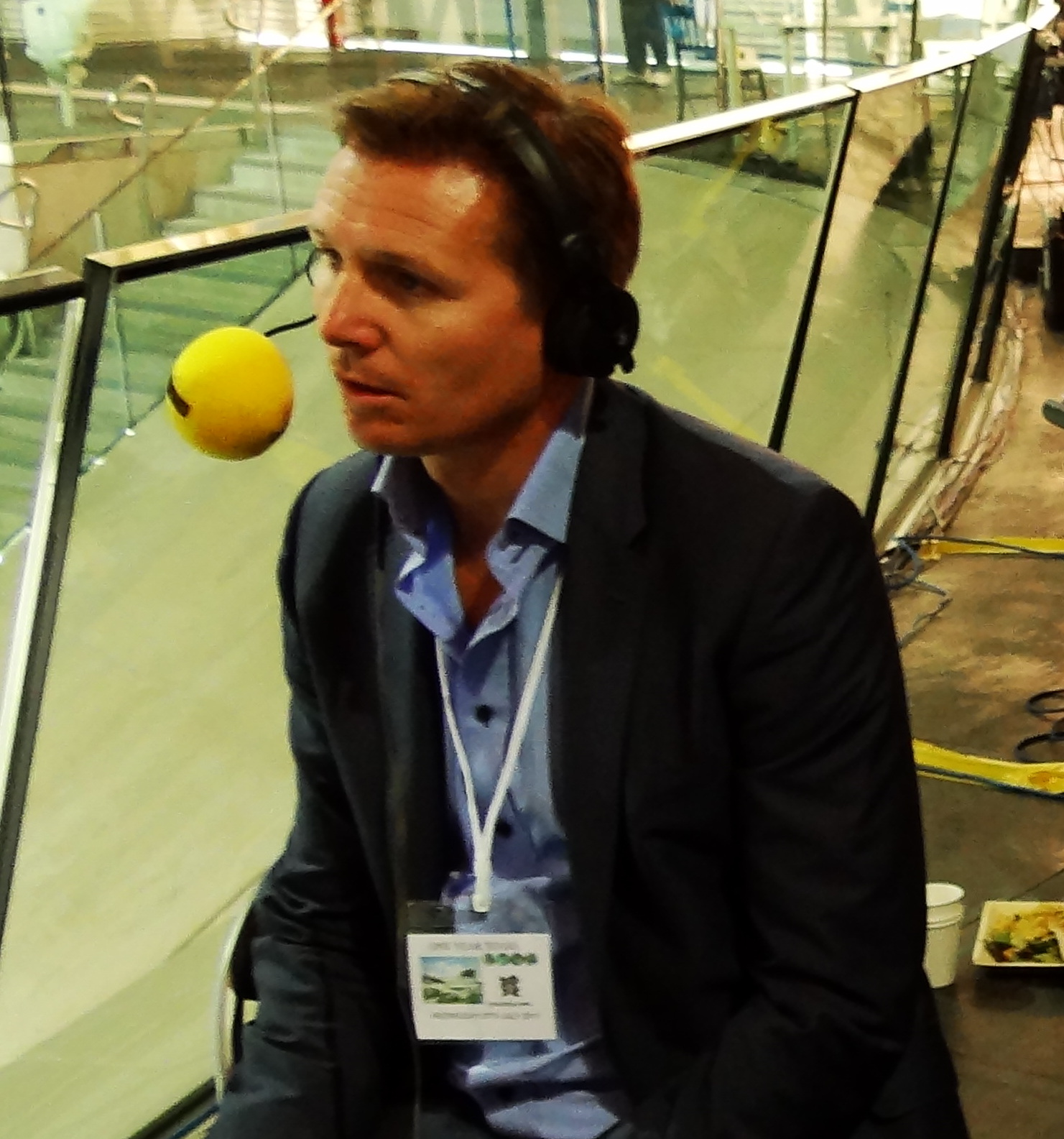
Der amtierende Europameister Roger Black (hier im Jahr 2011) wurde Vizeweltmeister und errang drei Tage später Gold mit der britischen 4-mal-400-Meter-Staffel

| Platz | Name             | Nation              | Zeit (s) |
| ----- | ---------------- | ------------------- | -------- |
| 1     | Roger Black      | Großbritannien      | 44,64    |
| 2     | Andrew Valmon    | USA                 | 45,08    |
| 3     | Susumu Takano    | Japan               | 45,43    |
| 4     | Mark Garner      | Australien          | 45,53    |
| 5     | Patrick O’Connor | Jamaika             | 45,54    |
| 6     | Samson Kitur     | Kenia               | 46,07    |
| 7     | Alvin Daniel     | Trinidad und Tobago | 46,23    |
| 8     | Olivier Noirot   | Frankreich          | 47,13    |

## Finale
29. August, 20:40 Uhr
| Platz | Name              | Nation              | Zeit (s) |
| ----- | ----------------- | ------------------- | -------- |
| 1     | Antonio Pettigrew | USA                 | 44,57    |
| 2     | Roger Black       | Großbritannien      | 44,62    |
| 3     | Danny Everett     | USA                 | 44,63    |
| 4     | Roberto Hernández | Kuba                | 44,86    |
| 5     | Andrew Valmon     | USA                 | 45,09    |
| 6     | Ian Morris        | Trinidad und Tobago | 45,12    |
| 7     | Susumu Takano     | Japan               | 45,39    |
| 8     | Mark Garner       | Australien          | 45,47    |

## Video
- Men's 400m Final World Champs in Tokyo 1991 auf youtube.com, abgerufen am 15. April 2020